# Karen Iversen
Karen Iversen, född 1857, död 1947, var en norsk modehandlare och kommunpolitiker. Hon var ledamot i Hemnes herredsstyre 1902-1904. Hon var tillsammans med Anna Falk den första kvinnliga stadsfullmäktige i helgelandskommunen.